# Distretto di Lampián
Il distretto di Lampían è un distretto del Perù appartenente alla provincia di Huaral, nella regione di Lima. È ubicato a nord della capitale peruviana.
Si estende per 144,97 km², a 2450 metri sul livello del mare.
La capitale è Lampián.